# Pseudattulus beieri
Pseudattulus beieri är en spindelart som beskrevs av Lodovico di Caporiacco 1955. Pseudattulus beieri ingår i släktet Pseudattulus och familjen hoppspindlar. Inga underarter finns listade i Catalogue of Life.